# Asahi Yada
Asahi Yada (矢田 旭 Yada Asahi?, nacido el 2 de abril de 1991 en Yokkaichi) es un futbolista japonés que se desempeña como centrocampista.

## Trayectoria

### Clubes
| Club             | País  | Año         |
| ---------------- | ----- | ----------- |
| Nagoya Grampus   | Japón | 2014 - 2017 |
| JEF United Chiba | Japón | 2017 -      |

## Estadística de carrera

### J. League
| Club             | Año   | J. League | J. League | Copa J. League | Copa J. League | Total | Total |
| Club             | Año   | Part.     | Goles     | Part.          | Goles          | Part. | Goles |
| ---------------- | ----- | --------- | --------- | -------------- | -------------- | ----- | ----- |
| Nagoya Grampus   | 2014  | 22        | 1         | 6              | 1              | 28    | 2     |
| Nagoya Grampus   | 2015  | 34        | 1         | 8              | 2              | 42    | 3     |
| Nagoya Grampus   | 2016  | 13        | 0         | 5              | 0              | 18    | 0     |
| Nagoya Grampus   | 2017  | 0         | 0         | -              | -              | 0     | 0     |
| JEF United Chiba | 2017  | 17        | 2         | -              | -              | 17    | 2     |
| Total            | Total | 86        | 4         | 19             | 3              | 105   | 7     |